# Mount St. Helens – Der Killervulkan
Mount St. Helens – Der Killervulkan ist ein Filmdrama aus dem Jahr 1981, das den Ausbruch des Mount St. Helens am 18. Mai 1980 thematisiert.

## Handlung
Am 20. März 1980 erschüttert ein Erdbeben der Stärke 4,1 auf der Richterskala den Vulkan Mount St. Helens im US-Bundesstaat Washington. Zur gleichen Zeit arbeiten Holzfäller für den Unternehmer Clyde Whittaker in den Wäldern rund um den Vulkan und lassen Baumstämme per Hubschrauber abholen. Ein Vogelschwarm, der durch das Erdbeben aufgeschreckt wurde, kollidiert dabei mit dem Hubschrauber und zwingen den Piloten, Otis Kaylor, zu einer waghalsigen Notlandung. Der zufällig anwesende Sheriff Temple beobachtet das Geschehen.
Temple fährt an den Spirit Lake, um den dort wohnenden Harry Truman aufzusuchen. Temple erzählt ihm von den Vorgängen, doch Trumans Erklärungen zum Verhalten der Vögel erscheinen dem Sheriff abwegig. Auf dem Rückweg stürzt ein Baum direkt vor den Wagen des Sheriffs. Temple untersucht die Gegend und findet eine aus kleinen Spalten ausgetretene gelbe Substanz. Am See trifft er auf eine campierende Familie, die ihn auf Fische an der Wasseroberfläche umherspringende Fische aufmerksam macht.
Am 24. März entsendet der United States Geological Survey den Vulkanologen David Jackson in den Ort Cougar nahe dem Mount St. Helens. Jackson und Temple verstehen sich gut, der Wissenschaftler kommt im Whittakers Inn unter. Abends trifft Jackson in der Bar das erste Mal auf Whittaker persönlich, der seinen Forschungsauftrag belächelt. Jackson freundet sich mit Kellnerin und alleinerziehenden Mutter Linda Steele an.
Am nächsten Morgen wird Kaylor auf offener Straße von Holzfällern angegriffen, die sich für die gefährliche Notlandung rächen wollen. Jackson, der gerade vorbeikommt, eilt Kaylor zur Hilfe, wird jedoch niedergeschlagen. Dennoch bedankt sich Kaylor für dessen Hilfsversuch und beide freunden sich an. Nach einem weiteren Beben der Stärke 4,5 kontaktiert Jackson seine Behörde und empfiehlt seinem Vorgesetzten, Lloyd Wagner, Evakuierungspläne für die Region vorzubereiten. Um herauszufinden, wie viele Leute in den Wäldern sind, soll Jackson auf Temples Anraten hin mit Truman Kontakt aufnehmen. Temple warnt ihn, dass die Einheimischen ohne gute Argumente nicht bereit sind, ihre Häuser zu verlassen. Während eines Ausflugs mit Steele gerät Jackson mit einem alten Mann in Streit, der sich über Davids geparkten Wagen ärgert. Steele klärt Jackson auf, dass der alte Mann Truman gewesen sei.
Am 27. März baut Jackson am Fuße des Vulkans seine Geräte auf, als es zum ersten kleinen Ausbruch kommt. Massen von Schaulustigen und Journalisten strömen nun in die Region, um den Vulkan zu beobachten. Truman informiert Jackson über Camper, Jäger und Waldarbeiter, die in den Wäldern unterwegs sind und evakuiert werden müssen.
Anfang April trifft die Nationalgarde in der Region ein und hilft, die Evakuierungen voranzutreiben. Truman, dessen Zufahrt auf Anordnung Wagners mit Barrikaden versperrt wird, will sein Haus nicht verlassen und bricht durch die Straßensperre. Diese Aktion weckt das Interesse der Reporter, die ihn aufsuchen und interviewen. Der Gouverneur lässt den Notstand ausrufen und Cougar von der Nationalgarde abriegeln. Whittaker weigert sich, sein Sägewerk schließen zu lassen.
Auf einer Gemeindeversammlung am 27. April gibt Whittaker bekannt, dass, nach Verhandlungen mit Regierung und Justiz, Cougar wieder für Touristen und Arbeiter geöffnet werde. Jeder, der via Verzichtserklärung den Bundesstaat von der Verantwortung befreie, dürfe wieder zurückkommen. Jackson widerspricht Whittaker und erklärt detailliert die Auswirkungen eines Vulkanausbruchs. Allerdings müssen er und Wagner zugeben, dass es noch keinen Beweis für einen bevorstehenden Ausbruch gibt. Viele Einheimische unterschreiben die Verzichtserklärung. Steele gesteht Jackson ihre Liebe.
Unterdessen bildet sich am Gipfel des Mount St. Helens ein „Buckel“ (Kryptodom). Um weitere Informationen zu erhalten, wird Jackson von Kaylor in den Krater geflogen, wo er Proben von Vulkangestein entnimmt. Nach der Auswertung der Proben teilt Wagner dem Gouverneur am 9. Mai mit, dass ein großer Ausbruch bevorstehe. Jackson entschließt sich, vor Ort zu bleiben, um Zeuge des Ausbruchs zu werden. Temple scheitert beim Versuch, Truman zur Evakuierung zu überreden. Kaylor, Steele und ihr Sohn verlassen die Region per Helikopter. Den Abend vor der Eruption verbringen Jackson und Truman in dessen Lodge.
Am 18. Mai um 8:32 Uhr bricht der Mount St. Helens aus. Jackson, der gerade Messinstrumente installiert und Truman, der in einem Boot auf dem Spirit Lake angelt, werden getötet, ebenso wie diverse Touristen in den Wäldern. Temple und seine Frau werden von der Eruption beim Frühstück überrascht, wobei sein Schicksal ungeklärt bleibt. Wagner und die Nationalgarde beobachten die Eruption aus sicherer Entfernung, Cougar versinkt in Panik. Steele erfährt in ihrer neuen Wohnung per Radio vom gewaltigen Ausbruch des Vulkans.
Der Film endet mit Aufnahmen des nun völlig deformierten Berges und des verwüsteten Umlands. Ein Sprecher erläutert die Folgen des Ausbruchs.

## Kritiken
Das Lexikon des internationalen Films bezeichnete den Film als „äußerst bescheidener Katastrophenfilm, langweilig und harmlos.“
Das Filmmagazin Cinema befand, dass nur zwei Dinge an dem inhaltsarmen Melodram sehenswert seien: Art Carney und die echten Aufnahmen vom Ausbruch.

## Hintergrund
Uraufgeführt wurde der Film in den USA im September 1981. In Deutschland kam der Film 1984 in den Videohandel. Im deutschen Fernsehen wurde er auch unter dem Titel St. Helens – Der tödliche Berg gezeigt.
Da der Mount St. Helens beim Ausbruch ca. 400 Meter niedriger wurde und u. a. seine Nordflanke schwer verwüstet wurde, mussten die Produzenten einen anderen Drehort wählen. Als „Double“ wurde der ähnlich aussehende Mount Bachelor im US-Bundesstaat Oregon gewählt, ein Vulkan, der sich ca. 250 km südlich des Mount St. Helens befindet. Stadtszenen wurden in Bend gedreht.
Die Filmfigur des Vulkanologen David Jackson ist angelehnt an den tatsächlich bei dem Vulkanausbruch umgekommenen Wissenschaftler David A. Johnston. Der Film übernimmt auch Johnstons letzte Worte „Vancouver, das ist es!“. Allerdings gab es auch Streitigkeiten zwischen der Familie Johnstons und der Produktionsfirma, weil das Verhalten der Filmfigur Jackson sich völlig von dem Verhalten des realen Johnston unterschieden habe.

## Historischer Hintergrund
Am 18. Mai 1980 um 8.32 Uhr morgens brach der Vulkan Mount St. Helens aus. Dabei rutschte die gesamte Nordflanke durch ein Erdbeben ab. Ein pyroklastischer Strom verursachte große Schäden in der Umgebung. Insgesamt kamen 57 Menschen, unter ihnen David A. Johnston und Harry R. Truman, ums Leben, 200 Häuser, 47 Brücken, 24 km Eisenbahngleise und 300 km Highway wurden zerstört. Der Ausbruch setzte eine Energie von 24 Megatonnen TNT frei, etwa 1.600-fach stärker als die Atombombe, die auf Hiroshima abgeworfen wurde. Über 9 Millionen Kubikmeter Nutzholz wurde zerstört, die Ernte der umliegenden Agrarbetriebe wurde vernichtet, Tausende von Tieren kamen ums Leben.
Der Ausbruch ist der bis heute am besten beobachtete und untersuchte Vulkanausbruch.